# Baddipalli, Srinivaspur
Baddipalli là một làng thuộc tehsil Srinivaspur, huyện Kolar, bang Karnataka, Ấn Độ.